# 圣克莱芒莱普拉斯
圣克莱芒莱普拉斯（法語：Saint-Clément-les-Places，法語發音：[sɛ̃ klemɑ̃ le plas]）是法国罗讷省的一个市镇，属于里昂区。

## 地理
圣克莱芒莱普拉斯（45°45'10"N, 4°25'24"E）面积12.42 平方千米，位于法国奥弗涅-罗讷-阿尔卑斯大区罗讷省，该省份为法国中东部省份，北起顺时针与索恩-卢瓦尔省、安省、里昂大都会、伊泽尔省和卢瓦尔省接壤。
与圣克莱芒莱普拉斯接壤的市镇（或旧市镇、城区）包括：圣马丹莱斯特拉、圣洛朗德沙穆塞。

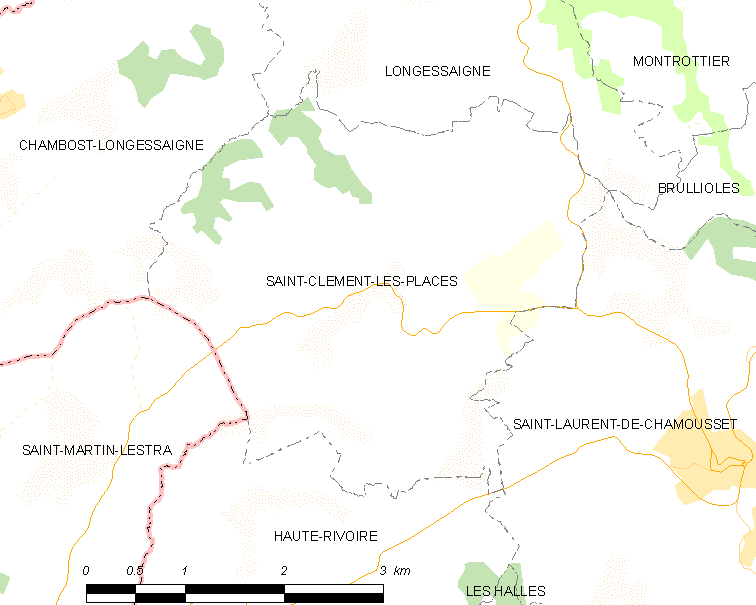
圣克莱芒莱普拉斯的OSM定位图

圣克莱芒莱普拉斯的时区为UTC+01:00、UTC+02:00（夏令时）。

## 行政
圣克莱芒莱普拉斯的邮政编码为69930，INSEE市镇编码为69187。

## 政治
圣克莱芒莱普拉斯所属的省级选区为拉尔布雷勒县。

## 人口

1962-2008年间圣克莱芒莱普拉斯人口变化图示

圣克莱芒莱普拉斯于2022年1月1日时的人口数量为669人。